# SG Wannabe By SG Wannabe 7 Part.1
《SG Wannabe By SG Wannabe 7 Part.1》는 SG워너비의 7집 Part.1 앨범이다. 2010년 10월 19일에 발매되었으며 2011년 3월 17일에 Part.2가 발매되었다. SG워너비 앨범 형식중 파트를 나눠서 나오는 경우는 이번이 처음이다.

## 뮤직비디오
뮤직비디오는 타이틀 곡 백성현 주역의 해바라기만 제작되었다.

## 대표곡

### 겨울나무
SG 워너비의 1번 트랙으로 잔잔한 발라드에 멤버들의 목소리가 더 어울려져 진 노래다. 2010년 10월 12일 선공개한 곡이다.

### 해바라기
SG 워너비 7집 part.1의 타이틀 곡으로 경쾌한 곡으로 부드러운 목소리가 돋보이는 곡이다. 멤버들의 실력이 돋보이는 곡이다.

## 트랙리스트
1. 겨울나무
2. 놓지말자
3. 해바라기
4. 너는 내전부
5. 하루에 한번씩
6. 웃고 싶다